# Bördel
Bördel ist ein zur Stadt Dransfeld im Landkreis Göttingen gehörendes Dorf in Südniedersachsen. Der Ort liegt östlich von Dransfeld, am Bördelerbach und nordöstlich des Hohen Hagens.

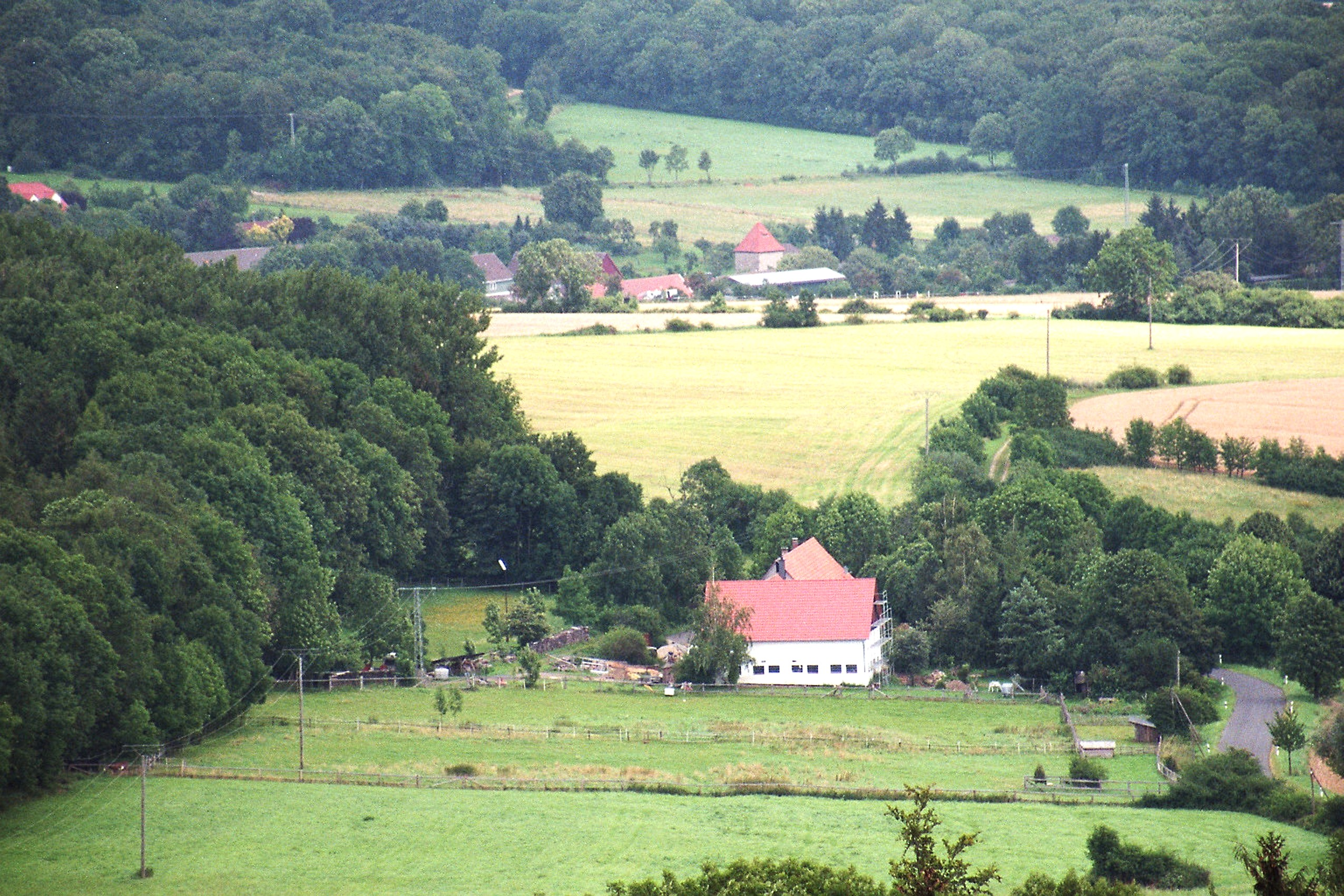
Ortsansicht

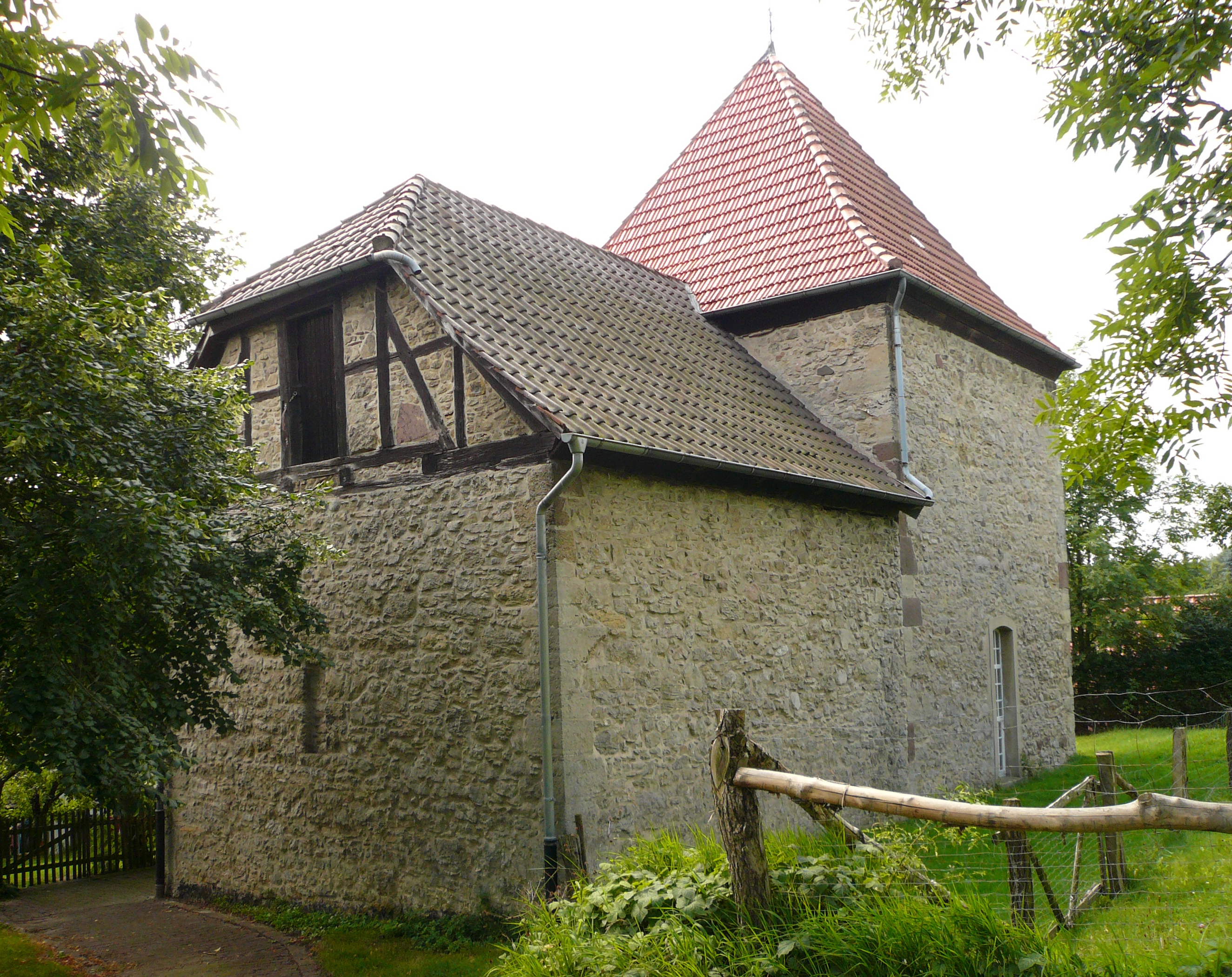
Kapelle

## Geschichte
Die früheste Erwähnung Bördels stammt vom 15. Juli 1093, als das Dorf im Güterverzeichnis des Klosters Bursfeld aufgelistet wurde. Die Namensform lautet dort Burdala. Obwohl die betreffende Urkunde als Fälschung aus dem 12. Jahrhundert gilt, blieb es die erste schriftliche Nennung Bördels. Weiterhin befand sich das Dorf im Güterverzeichnis der Grafschaft Northeim sowie in dem derer von Stockhausen. Im Jahr 1504 übertrug Herzog Erich I. von Braunschweig-Lüneburg ein West Dorpp Bordele als Pfand an den Dransfelder Tilen Bornemann, was bedeutet, dass Bördel zu jener Zeit eine Wüstung darstellte. Bereits seit dem frühen 14. Jahrhundert sind mehrere Fortzüge aus Bördel belegt, im Verlauf des 15. Jahrhunderts finden sich weitere Aufnahmen einstiger Einwohner im Göttinger Bürgerbuch. Ein Zusammenhang der Fortzüge mit dem anschließenden temporären Wüstfallen des Ortes kann angenommen werden.
Zu Beginn des 18. Jahrhunderts wohnten in Bördel 13 Personen, diese Zahl stieg bis zum Jahr 1867 auf 114 Seelen an. 1871 waren es 97 Ortsansässige, welche in 22 Wohnhäusern und 22 Haushalten wohnten. 1875 nahm deren Anzahl auf 93 Einwohner, 22 Wohngebäude und 21 Haushalte ab, bis Ende 1910 sogar auf 84 Einwohner.  Am 15. Juli 1968 wurde Bördel in die Stadt Dransfeld eingegliedert. Das Zusammengehen resultierte damals aus der angespannten finanziellen Lage Bördels, die durch zu geringe Steuereinnahmen verursacht wurde. Dass sich das Dorf der Stadt Dransfeld anschließen würde, war nicht im Vorhinein klar und wurde im Gemeinderat, wie die Ratsprotokolle dokumentieren, kontrovers diskutiert. Zur Option stand dabei ebenfalls eine Eingliederung in die, südlich von Bördel gelegene, Gemeinde Jühnde. Schließlich entschied sich der Rat mit einem knappen Ergebnis von 3:2 für den Anschluss an Dransfeld.

## Sehenswürdigkeiten
In der Liste der Baudenkmale in Dransfeld sind für Bördel vier Baudenkmale aufgeführt.
Bördel besitzt eine kleine evangelische Kapelle. Die Bruchsteinkapelle mit gedrungenem Westturm und in gleicher Breite angesetztem, kurzem Kirchenschiff ist im Kern mittelalterlich aus dem 14. Jahrhundert. Das heutige Erscheinungsbild geht im Wesentlichen auf die Zeit nach dem Dreißigjährigen Krieg zurück. Der Innenraum ist mit einem Kreuzgratgewölbe überspannt.

## Wirtschaft und Infrastruktur
Nördlich von Bördel befindet sich der einzige FKK-Campingplatz im Landkreis Göttingen.